# 1856

## Esdeveniments
Països Catalans
- 24 de gener, Figueres: Queden aprovats els estatuts de fundació de l'entitat Casino Menestral Figuerenc.[1]
- 5 de desembre, Sabadell: Es funda el Cercle Sabadellès aleshores anomenat Círculo Sabadelles, entitat cultural i recreativa de la burgesia sabadellenca.

Resta del món
- 30 de març: Tractat de París entre els aliats (Gran Bretanya, França, l'Imperi otomà i el Regne de Sardenya), i l'Imperi Rus vençut a la Guerra de Crimea.
- 1 d'octubre: Es publica el primer fascicle de Madame Bovary, de Gustave Flaubert, a La Revue de Paris.[2]
- Obertura del canal Damse Vaart entre Bruges i Sluis.
- Fundació de la revista tècnica The Engineer, que encara es publica.
- Posada en marxa del ferrocarril Madras-Arcot, una de les primeres línies fèrries de l'Índia.

## Naixements
Països Catalans
- 8 de gener - València, Província de València: Ángel García Cardona, metge (m. 1923).
- 29 de febrer - Sabadell (Vallès Occidental): Joan Vila i Cinca, pintor català.
- 12 de maig, Vilafranca del Penedès: Antonia Gili i Güell, poetessa catalana (m. 1909).[3]
- 24 de juliol - Valladolid, Espanya: Antoni Rubió i Lluch fou un historiador i intel·lectual català.[4]
- 29 de setembre - Barcelona: Àurea Rosa Clavé i Bosch, directora, professora i compositora catalana (m. 1940).[5]
- 21 de desembre - Barcelona (Barcelonès). Filomena Fournols i Bayard.[6]

Resta del món
- 17 de gener: Jens Bratlie, primer ministre de Noruega (m. 1939).[7]
- 25 de febrer: San Benedetto Po, Màntua, Llombardia: Enrico Ferri, penalista, criminalista i polític italià.[8]
- 28 de febrer, Liverpool: Marie Brema, contralt i mezzosoprano dramàtica anglesa (m. 1925).[9]
- 20 de març - Filadelfia, Pennsilvània (EUA): Frederick Winslow Taylor, enginyer estatunidenc (m. 1903)
- 30 de març - Altdorf bei Nürnberg: Dora Hitz, pintora de la Secessió de Berlín (m.1924).[10]
- 24 d'abril -, Cauchy-a-la-Tour, França: Philippe Pétain, militar i polític francès (m. 1951).[11]
- 27 d'abril - Pequín (Xina): Emperador Tongzhi, vuitè emperador de la dinastia Qing (m. 1875)[12]
- 2 de maig - Hietzing, Viena: Helene von Druskowitz, filòsofa austríaca (m. 1918).[13]
- 6 de maig: Sigmund Freud, neuròleg i psicoanalista (m. 1939).[14]
- 8 de maig: Pedro Lascuráin Paredes, president de Mèxic (m. 1952).
- 15 de maig, Chittenango, Estat de Nova York, EUA: Lyman Frank Baum, escriptor estatunidenc. Escriptor del llibre El meravellós màgic d'Oz (m. 1919).[15]
- 10 juliol - Smiljan, (Imperi Austríac, actual Croàcia): Nikola Tesla, enginyer elèctric serbo-estatunidenc (m. 1943).[16]
- 22 de juny - Norfolk, Anglaterra: Henry Rider Haggard, escriptor britànic (m. 1925).[17]
- 21 de juliol - Waterloo: Louise Bethune, primera americana arquitecta professional (m. 1913).[18]
- 26 de juliol: George Bernard Shaw, escriptor i dramaturg irlandès, Premi Nobel de Literatura (m. 1950).
- 26 de juliol, Gant, Bèlgica: Edward Anseele, polític, cofundador del Partit Obrer Belga.
- 3 d'agost, Melbourne (Austràlia): Alfred Deakin, polític australià, primer ministre d'Austràlia en tres ocasions (m. 1919).[11]
- 3 de setembre - Boston, Massachusetts (EUA): Louis Sullivan, arquitecte estatunidenc, ha estat anomenat el "pare de l'arquitectura Moderna (m. 1924).[19]
- 4 d'octubre: Yu Gil-jun, polític i filòsof de coreà.
- 14 d'octubre, Boulogne-sur-Mer, Vernon Lee, escriptora britànica d'assaig, narrativa de fantasmes, viatges i poesia (m. 1935).[20]
- 15 d'octubre, Tula, França: Robert Nivelle, militar francès (m. 1924).[21]
- 6 de desembre, Múnic: Louise Catherine Breslau, pintora suïssa nascuda a Alemanya (m. 1927).[22]
- 18 de desembre: Joseph John Thomson, físic britànic, Premi Nobel de Física (m. 1940).
- 22 de desembre: Frank Billings Kellogg, polític nord-americà, Premi Nobel de la Pau (m. 1937).
- 28 de desembre: Thomas Woodrow Wilson, president dels Estats Units (m. 1924).
- Friedrich Warnecke, músic alemany

## Necrològiques
Països Catalans
Resta del món
- 17 de febrer - París (França): Heinrich Heine, poeta alemany (n. 1797).[23]
- 3 de maig -París (França): Adolphe Charles Adam, compositor, pianista i crític de música francès (n. 1803).[24]

- 25 de juny: Max Stirner, filòsof alemany adscrit a l'anarquisme (n. 1806).[25]
- 9 de juliol: Amedeo Avogadro, científic italià.[26]
- 29 de juliol: Robert Schumann, compositor alemany adscrit al moviment romàntic.[27]
- 1 de setembre: William Yarrell, naturalista britànic.[28]
- 3 de setembre: Melbourne, Austràlia: Nicolas-Charles Bochsa, compositor i arpista francès (n. 1789).[24]
- 8 d'octubre: Théodore Chassériau, pintor dominicà d'origen francès.[29]
- Londres, Regne Unit: Lucia Elizabeth Vestris, cantant anglesa.

- 21 de juliol, Odense: Emil Aarestrup, poeta danès.